# Тамулда
Тамулда (на руски: Тамулда, Томулда) – е малка река в Таймирски район, Красноярски край, Русия. Дължината на реката е 25 км.
Тя е лев приток на река Болшая Росомашя. Извира от малко безименно езеро.

## Басейн
← лев приток
- Тамулда

← Янтарний (3,3 км)
Водосборният басейн на реката граничи с реките Уораннах, Резвий и Малая Росомашя.

## Топографски карти
- Лист от карта R-47-III,IV Хета. Мащаб: 1 : 200 000. Указать дату выпуска/состояния местности.
- Лист от карта R-47-V,VI Новая. Мащаб: 1 : 200 000. Указать дату выпуска/состояния местности.